# میان‌پرده: آزادم کن
«میان‌پرده: آزادم کن» (انگلیسی: Interlude: Set Me Free) ترانه‌ای از خواننده اهل کره جنوبی، شوگا از بی‌تی‌اس است که با نام آگوشت دی نیز شناخته می‌شود. «میان‌پرده: آزادم کن» در ۲۲ مه ۲۰۲۰، توسط بیگ هیت میوزیک به عنوان نهمین ترانه از دومین میکس‌تیپ شوگا به نام دی-۲ منتشر شد.

## جدول‌های موسیقی
| جدول (۲۰۲۰)                             | بالاترین جایگاه |
| --------------------------------------- | --------------- |
| مجارستان (۴۰ تک‌آهنگ برتر)               | ۲۳              |
| ترانه‌های دیجیتال ایالات متحده (بیلبورد) | ۲۲              |